# Ichneumon diversor
Ichneumon diversor là một loài tò vò trong họ Ichneumonidae.